# Kim Jung-joo
Kim Jung-joo (김정주?; Jinju, 11 novembre 1981) è un pugile sudcoreano, vincitore della medaglia di bronzo nella categoria dei pesi welter al torneo di pugilato delle Olimpiadi di Pechino del 2008 e a quello delle Olimpiadi di Atene del 2008.

## Carriera pugilistica

### Giochi asiatici

#### Busan 2002
- Batte Sanjay Kumar ( India) kot-1
- Batte Manon Boonjumnong ( Thailandia) 28-13
- Batte Sergey Rychko ( Kazakistan) 31-30

### Olimpiadi

#### Atene 2004
- Batte Vitalie Gruşac ( Moldavia) 23-20
- Batte Juan Camilo Novoa ( Colombia) 25-23
- Sconfitto da Lorenzo Aragón ( Cuba 10-38

#### Pechino 2008
- Batte Jack Culcay-Keth ( Germania) +11-11
- Batte John Jackson ( Isole Vergini Americane) 10-0
- Batte Demetrius Andrade ( Stati Uniti) 11-9
- Sconfitto da Baqyt Särsekbaev ( Kazakistan) 6-10